# Линкълн (окръг, Западна Вирджиния)
Вижте пояснителната страница за други значения на Линкълн.
Окръг Линкълн (на английски: Lincoln County) е окръг в щата Западна Вирджиния, Съединени американски щати. Площта му е 1137 km², а населението – 21 627 души (2012). Административен център е град Хамлин.